# Mogoplistes argentatus
Mogoplistes argentatus är en insektsart som beskrevs av Bolívar, I. 1881. Mogoplistes argentatus ingår i släktet Mogoplistes och familjen Mogoplistidae. Inga underarter finns listade i Catalogue of Life.